# 상하중학교 (전북)
상하중학교(上下中學校)는 대한민국 전북특별자치도 고창군 상하면 장산리에 있는 공립 중학교이다.

## 학교 연혁
- 1971년 1월 16일 : 상하중학교 설립인가(9학급)
- 1971년 3월 5일 : 상하중학교 개교
- 1974년 1월 14일 : 상하중학교 제1회 졸업식
- 2015년 9월 12일 : 상하중학교 본관 개축 준공
- 2017년 12월 1일 : 다목적강당 상하마루 준공
- 2023년 3월 1일 : 제21대 김양선 교장 부임
- 2024년 2월 7일 : 제51회 11명 졸업(졸업생 5,353명)

## 참고 자료
- 상하중학교 - 한국교육학술정보원 학교알리미